# Георг, граф Корфский
Георг Греческий и Датский (греч. Γεώργιος της Ελλάδας; 24 июня 1869, Корфу, Греция — 25 ноября 1957, Сен-Клу, Париж) — член греческой королевской семьи, стоявший во главе автономного Крита, (1897). Принц Острова Крит.
Второй сын короля Греции Георга I. В молодости играл достаточно важную политическую и социальную роль в Греции. Георг прошёл курс обучения во флоте Дании и России, активно участвовал в организации Олимпийских игр в Афинах в 1896 году. В 1898—1906 годах принц был правителем Критского государства.
Он выступал против греческого политика Элефтериоса Венизелоса и его идеи Энозиса (присоединения Крита к Греции); потерпев неудачу, принц был вынужден покинуть свой пост, что расценил как личный провал. Оставив политику, Георг уехал во Францию, где женился на Марии Бонапарт. Проживая в Париже, Георг стал исполнять обязанности посла Греции.
Во время Первой мировой войны он использовал свою должность, чтобы получить территориальные компенсации для своей страны в обмен на участие Греции в войне на стороне союзников. Однако его усилия были напрасными, так как король Георг предпочёл сохранять нейтралитет. В 1917 году знакомство принца и его жены с Аристидом Брианом сделало Георга кандидатом на греческий трон. Сам принц не особо стремился стать королём, в итоге престол занял Александр, один из его племянников. Встреча супруги принца Марии с Зигмундом Фрейдом в 1925 году заметно изменила их жизнь. До самой смерти Георг был официальным представителем Греции во Франции.

## Семья

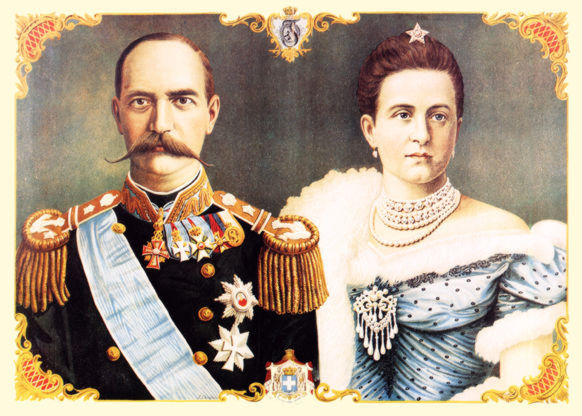
Родители Георга

Принц Георг был вторым сыном короля Греции Георга I и его супруги великой княжны Ольги Константиновны. По отцу он приходился внуком королю Дании Кристиану IX, а со стороны матери — правнуком императору Николаю I.
В 1888 году, когда устраивалась свадьба его старшего брата Константина с прусской принцессой Софией, велись переговоры и о браке Георга с Маргаритой Орлеанской, дочерью Роберта, герцога Шартрского. Их союз мог бы сделать его свояком Вальдемара Датского, его дяди и любовника. Впрочем, договор был расторгнут, и Георг оставался холостяком в течение многих лет:260.
21 ноября и 12 декабря 1907 года принц Георг женился в гражданском порядке (в Париже), а затем по религиозному обряду (в Афинах) на принцессе Марии Бонапарт (1882—1962), дочери Ролана Бонапарта (правнучке Люсьена Бонапарта). В браке родились двое детей:
- Петр (1908—1980), принц Греческий и Датский; был женат на Ирине Александровне Овчинниковой (1900—1990), детей не было; этот брак был неравным, и принц потерял свои династические права.
- Евгения (1910—1988), принцесса Греческая и Датская; в первом браке замужем за князем Домиником Радзивилл (1911—1976), развелись в 1948; второй муж Раймунд делла Торре э Тассо, герцог Кастель Дуино (1907—1986), развелись в 1965. Она имела двоих детей от первого брака и одного от второго.
  - Татьяна Мария Рената Евгения Элизабет Маргарита Радзивилл  (род. 28 августа 1939) - от первого брака, была подружкой невесты в 1962 году на свадьбе короля Испании Хуана Карлоса I и Софии Греческой,  вышла замуж за Жана Анри Фручеда, имели двое детей:
    - Фабиола Фручед (род. 7 февраля 1967), замужем, двое детей
    - Алексис Фручед (род. 25 ноября 1969), женат, дочь

  - Георгий Андреас Петр Леон Радзивилл (4 ноября 1942 — 27 августа 2001) - от первого брака,
  - Карло Алессандро[англ.] (род. 10 февраля 1952) - от второго брака

## Биография

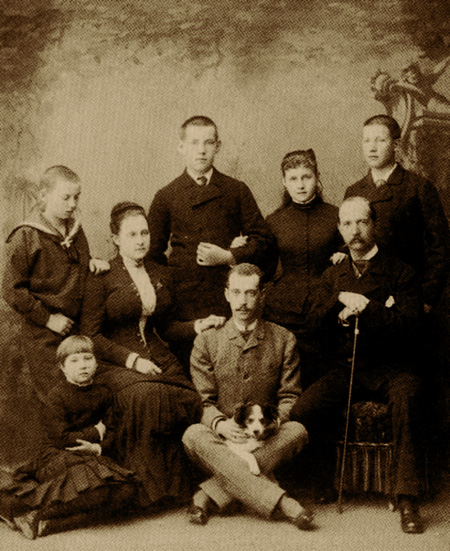
Греческая королевская семья в конце 1880-х годов, слева на право: Андрей, Мария,
королева Ольга, Георг,
кронпринц Константин, Александра, король Георг I и Николай

### Молодые годы
Детство принца прошло в Греции, рядом с родителями и шестью братьями и сестрами, между двумя дворцами: в центре Афин и Татое. Также, как и было оговорено в конституции, дети воспитывались в греческой православной традиции, в отличие от родной религии их отца.
День молодого Георга и его братьев и сестер начинался в шесть часов холодными ваннами. После первого завтрака они брали уроки с семи до девяти, затем завтракали с родителями и другими членами семьи. Уроки продолжались с десяти до полудня, после чего дети занимались физкультурой и гимнастикой в саду дворца. Обед в семье, и снова уроки с четырёх до шести вечера. В половине восьмого королевские отпрыски укладывались спать. Георг следовал такому расписанию до четырнадцати лет, когда он стал оставаться на ужин со старшими.
Обучением Георга и его братьев занимались трое иностранных учителей: прусский, английский и французский. Первым языком, который изучали дети, был английский, на нём они разговаривали между собой и с родителями, но их отец настаивал на использовании греческого во время уроков. Впрочем, принцы продолжали говорить на нём всю жизнь. Они изучали также французский, немецкий и датский. Георг не блистал на уроках, его наставники находили молодого принца медлительным и глупым и не скрывали своего недовольства отсутствием у мальчика старания.
В 1883 году отец отправил Георга в Данию, чтобы тот прошёл подготовку в королевском морском флоте. Георг, будучи четырнадцати лет от роду, был очень рад такому решению, видя в нём способ избавиться от строгой дисциплины двора. В Дании он показал себя как один из лучших учеников.

### Морская служба
В Копенгагене принц был принят младшим из своих дядей по отцовской линии, принцем Вальдемаром Датским, адмиралом флота. Для молодого Георга эта встреча стала настоящим откровением: он влюбился в двадцатипятилетнего Вальдемара и после всегда испытывал необходимость быть с ним рядом.
Вскоре после пребывания в Дании он поехал продолжать своё обучение в Россию, где получил чин лейтенанта. В 1891 году его троюродный брат цесаревич Николай отправился в кругосветное путешествие на крейсере «Азов» с целью посетить Австрию, Триест, Грецию, Египет, Индию, Китай и Японию. Царь Александр III попросил своего племянника Георга сопровождать сына. В первое время экспедиция проходила безупречно: официальные приёмы, охота на тигров или крокодилов, покупка сувениров. Однако во время визита в Японию в жизни Георга произошёл очень важный случай, вошедший в историю как «Инцидент в Оцу». 11 мая 1891 года японский городовой Цуда Сандзо попытался убить наследника русского престола ударом сабли по голове. Георг и двое рикш сбили с ног нападавшего и таким образом спасли жизнь будущего царя Николая II.
Сразу после инцидента Георг получил личную благодарность императора Мэйдзи, желавшего сохранить хорошие отношения между Японией и Россией. Однако информация о происшествии, просочившаяся в Европу, представляла Георга далеко не в лучшем свете. Фактически в Петербурге принца считали ответственным за происшедшее покушение. Говорили, что именно он взял с собой цесаревича в такое опасное место и вообще оказывал на него плохое влияние. Таким образом Георг впал в немилость и был вынужден закончить путешествие. Из Иокогамы он отплыл в Америку, затем в Англию. Несмотря на общественное мнение, после возврата в Европу Николай поблагодарил кузена и встал на его сторону.

## Во главе Крита

### Общая ситуация
В начале XIX века Крит находился под властью Османской империи. Население острова составляли большей частью греки, которые со времен греческой войны за независимость стремились воссоединиться с Родиной. В течение века на Крите имели место многочисленные восстания (в 1841, 1858, 1866—1869, 1877—1878, 1888—1889 и 1896—1897 годах), поддерживаемые Грецией. Несколько раз в ход противостояния вмешивались европейские державы (Германия, Англия, Франция, Россия, Италия), озабоченные сохранением целостности Османской империи.
В 1896 году на острове вспыхнул очередной мятеж. Памятуя о резне армян, устроенной турками годом раньше, Запад решил предотвратить повторение такой ситуации на Крите. Правительство Греции увидело в этом реальный шанс заполучить остров. В феврале 1897 году премьер-министр Теодор Делианис отправил греческий флот в залив Суда. В ответ европейские державы объявили о морской блокаде страны.
Тем временем на Крите высадились две тысячи греческих добровольцев. Принц Георг командовал флотилией из шести миноносцев, которые контролировали северные воды Крита от вторжения османского флота. В апреле Греция, по-прежнему желавшая аннексировать греческие провинции, находящиеся под турецким господством, объявила Османской империи войну. Однако Греция уступала по силам противнику и в конце концов ей пришлось сдаться. Европа, изначально настроенная против Греции, помешала, однако, туркам установить слишком тяжёлые условия капитуляции. В особенности в Европе решили поддержать идею автономии Крита, оставив его, тем не менее, под сюзеренитетом Османской империи. Для этого совет министров нуждался в таком управляющем, который бы заботился о благополучии населения острова.

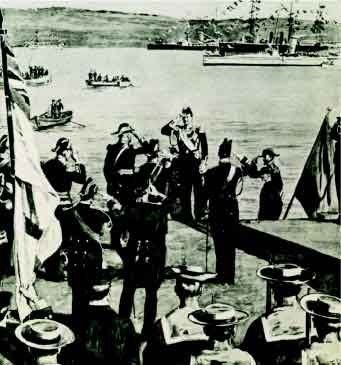
Прибытие принца Георга в Суду, 21 декабря 1898

### Назначение
В ноябре 1897 года державы попросили Георга занять должность верховного комиссара острова. Его кандидатура была предложена после отказа Черногорского принца. Переговоры и подписание необходимых соглашений длились до 8 декабря 1898 года. Чтобы позволить Георгу быть на короткой ноге с четырьмя адмиралами (британским, французским, русским и итальянским), ответственными наблюдать за политической ситуацией на острове, король Георг I пожаловал сыну звание адмирала. Прежде чем отправиться на Крит, будущий комиссар потребовал, чтобы на новом критском флаге рядом с турецкой звездой фигурировал греческий крест. 20 декабря на острове Милос Георг пересел с королевской яхты «Амфитрити IV» на французский крейсер «Бюжо» и в сопровождении судов западных держав был доставлен в порт Суда:466. 21 декабря принц высадился на острове, доверенном ему на три года.